# Oreiallagma quadricolor
Oreiallagma quadricolor – gatunek ważki z rodziny łątkowatych (Coenagrionidae).